# Henrik Mustonen
Henrik Mustonen (* 6. November 1990 in Hollola) ist ein finnischer Squashspieler.

## Karriere
Henrik Mustonen begann seine Karriere im Jahr 2008 und gewann bislang vier Turniere auf der PSA World Tour. Seine höchste Platzierung in der Weltrangliste erreichte er mit Rang 35 im Oktober 2014. Er ist die aktuelle finnische Nummer zwei hinter Olli Tuominen und Mitglied der finnischen Nationalmannschaft. Mit dieser nahm er bereits 2007, 2009, 2011 und 2013 an Weltmeisterschaften teil. 2015 und 2024 wurde er finnischer Landesmeister. In Deutschland ist Mustonen beim Sportwerk Hamburg Walddörfer in der 1. Squash-Bundesliga gemeldet.

## Erfolge
- Gewonnene PSA-Titel: 4
- Finnischer Meister: 2015, 2024